# Kildire
Kildiren (Charadrius vociferus) er en mellemstor præstekrave.